# Holocausto nuclear

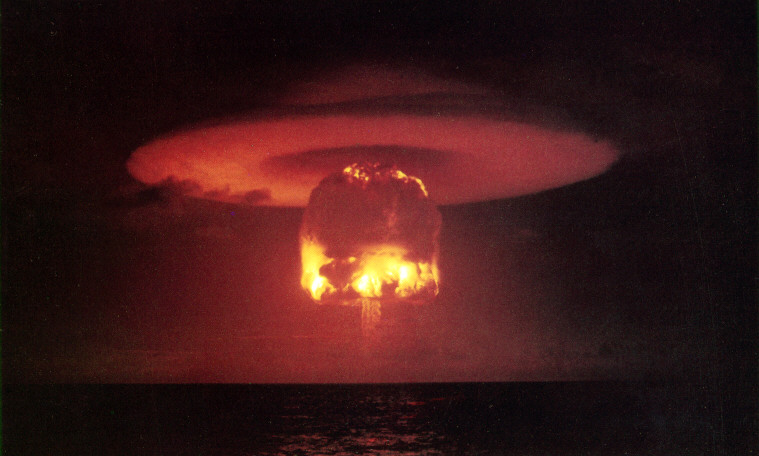
Nuvem de cogumelo da explosão do Castle Romeo em 1954.

Holocausto nuclear, também chamado de apocalipse nuclear ou holocausto atômico, é um cenário teórico onde a detonação em massa de armas nucleares causa destruição globalmente generalizada e precipitação radioativa. Tal cenário prevê que grandes partes da Terra se tornem inabitáveis devido aos efeitos da guerra nuclear, potencialmente causando o colapso da civilização e, na pior das hipóteses, a extinção da humanidade e/ou o término da vida na Terra.
Além da destruição imediata de cidades por explosões nucleares, as possíveis consequências de uma guerra nuclear podem envolver tempestades de fogo, um inverno nuclear, doenças de radiação generalizadas e/ou a perda temporária (se não permanente) de muita tecnologia moderna devido a pulsos eletromagnéticos. Alguns cientistas, como Alan Robock, especularam que uma guerra termonuclear poderia resultar no fim da civilização moderna na Terra, em parte devido a um inverno nuclear de longa duração. Em um modelo, a temperatura média da Terra após uma guerra termonuclear completa cai por vários anos em 7 – 8 °C em média.
Os primeiros estudos do período da Guerra Fria sugeriram que bilhões de humanos sobreviveriam aos efeitos imediatos das explosões nucleares e da radiação após uma guerra termonuclear global. No entanto, os Médicos Internacionais para a Prevenção da Guerra Nuclear acreditam que a guerra nuclear poderia contribuir indiretamente para a extinção humana por meio de seus efeitos secundários, como consequências ambientais, sociais e econômicas. Estima-se que uma troca de ataques nucleares de escala relativamente pequena entre a Índia e o Paquistão envolvendo 100 armas da potência da usada em Hiroshima (15 quilotons), poderia causar um inverno nuclear e matar mais de um bilhão de pessoas em todo o mundo.
A ameaça de um holocausto nuclear desempenha um papel importante na percepção popular das armas nucleares, o que inclui o conceito de destruição mutuamente assegurada e é um cenário comum no sobrevivencialismo. O holocausto nuclear é uma característica comum na literatura e no cinema, especialmente em gêneros especulativos como ficção científica, distópica e pós-apocalíptica.

## Etimologia e uso
A palavra "holocausto", derivada do termo grego "holokaustos" que significa "completamente queimado", refere-se a grande destruição e perda de vidas, especialmente pelo fogo.
Um dos primeiros usos da palavra "holocausto" para descrever uma destruição nuclear imaginada aparece no romance de 1926 de Reginald Glossop, The Orphan of Space : "Moscou ... abaixo deles ... um estrondo como uma rachadura de Doom! Os ecos deste Holocausto ressoaram e rolaram... um cheiro distinto de enxofre... destruição atômica."  No romance, uma arma atômica é plantada no escritório do ditador soviético, que, com ajuda alemã e mercenários chineses, prepara a conquista da Europa Ocidental.
As referências à destruição nuclear muitas vezes falam de "holocausto atômico" ou "holocausto nuclear". Por exemplo, o presidente dos EUA, George W. Bush, declarou em agosto de 2007: "A busca ativa do Irã por tecnologia que poderia levar a armas nucleares ameaça colocar uma região já conhecida por instabilidade e violência sob a sombra de um holocausto nuclear".

## Probabilidade de guerra nuclear
Em 2021, a humanidade tinha cerca de 13.410 armas nucleares, milhares das quais estão em alerta de lançamento. Embora os estoques de ogivas tenham diminuído após o fim da Guerra Fria, todos os países nucleares estão atualmente modernizando os seus respectivos arsenais nucleares. O Bulletin of the Atomic Scientists avançou seu simbólico Relógio do Juízo Final em 2015, citando, entre outros fatores, "uma corrida armamentista nuclear resultante da modernização de enormes arsenais". Em janeiro de 2020, o relógio foi adiantado para 100 segundos antes da meia-noite.
John F. Kennedy estimou a probabilidade da crise dos mísseis cubanos, nos anos 1960, escalar para um conflito nuclear entre 33% e 50%.
Em uma pesquisa de especialistas na Conferência Global de Riscos Catastróficos em Oxford (17 a 20 de julho de 2008), o Future of Humanity Institute estimou a probabilidade de extinção humana completa por armas nucleares em 1% dentro do século, a probabilidade de 1 bilhão de mortos em 10% e a probabilidade de 1 milhão de mortos em 30%. Esses resultados refletem as opiniões medianas de um grupo de especialistas, ao invés de um modelo probabilístico; os valores reais podem ser muito mais baixos ou mais altos.
Os cientistas argumentam que mesmo uma guerra nuclear em pequena escala entre dois países pode ter consequências globais devastadoras e tais conflitos locais são mais prováveis do que uma guerra nuclear em grande escala.

## Importância moral do risco de extinção humana
Em seu livro Reasons and Persons, o filósofo Derek Parfit fez a seguinte pergunta:
Compare três resultados:
1. Paz.
2. Uma guerra nuclear que mata 99% da população mundial existente.
3. Uma guerra nuclear que mata 100%.

 (2) seria pior que (1), e (3) seria pior que (2). Qual é a maior dessas duas diferenças?
Ele continua que "a maioria das pessoas acredita que a maior diferença está entre (1) e (2). Acredito que a diferença entre (2) e (3) seja muito maior." Assim, ele argumenta, mesmo que fosse ruim se um grande número de humanos morresse, a própria extinção humana seria muito pior porque impede a existência de todas as gerações futuras. E dada a magnitude da calamidade se a raça humana fosse extinta, Nick Bostrom argumenta que existe um imperativo moral esmagador para reduzir até mesmo os pequenos riscos de extinção humana.

## Probabilidade de extinção humana completa

Os estoques nucleares dos Estados Unidos e da União Soviética /Rússia, no número total de bombas/ogivas nucleares existentes durante a Guerra Fria e a era pós-Guerra Fria.

Muitos estudiosos postularam que uma guerra termonuclear global com os estoques dos arsenais da era da Guerra Fria, ou mesmo com os atuais estoques menores, pode levar à extinção humana. Essa posição foi reforçada quando o conceito de inverno nuclear foi criado e modelado pela primeira vez em 1983. No entanto, os modelos da década passada consideram a extinção total muito improvável e sugerem que partes do mundo permaneceriam habitáveis. Tecnicamente, o risco pode não ser zero, pois os efeitos climáticos da guerra nuclear são incertos e podem teoricamente ser maiores do que os modelos atuais sugerem, assim como teoricamente podem ser menores do que os modelos atuais sugerem. Também pode haver riscos indiretos, como um colapso social após uma guerra nuclear que pode tornar a humanidade muito mais vulnerável a outras ameaças existenciais.
Uma área de investigação relacionada é: se uma futura corrida armamentista nuclear algum dia levar a estoques maiores ou armas nucleares mais perigosas do que existia no auge da Guerra Fria, em que ponto a guerra com tais armas poderia resultar na extinção humana? O físico Leo Szilard alertou na década de 1950 que um dispositivo apocalíptico poderia ser construído cercando poderosas bombas de hidrogênio com uma enorme quantidade de cobalto. O cobalto tem uma meia-vida de cinco anos e suas consequências globais podem, alguns físicos postularam, ser capaz de exterminar toda a vida humana através da intensidade letal da radiação. A principal motivação para a construção de uma bomba de cobalto neste cenário é seu gasto reduzido em comparação com os arsenais das superpotências; tal dispositivo apocalíptico não precisa ser lançado antes da detonação e, portanto, não requer sistemas caros de lançamento de mísseis, e as bombas de hidrogênio não precisam ser miniaturizadas para entrega via míssil. O sistema para acioná-la pode ter que ser completamente automatizado, para que o impedimento seja eficaz. Uma reviravolta moderna pode ser também amarrar as bombas com aerossóis projetados para exacerbar o inverno nuclear. Uma ressalva importante é que a transferência de cinza nuclear entre os hemisférios norte e sul deve ser pequena; a menos que uma bomba detone em cada hemisfério, o efeito de uma bomba detonada em um hemisfério sobre o outro é diminuído.

## Efeitos da guerra nuclear
Historicamente, tem sido difícil estimar o número total de mortes resultantes de uma troca nuclear global porque os cientistas estão continuamente descobrindo novos efeitos das armas nucleares e também revisando os modelos existentes.
Os primeiros estudos consideraram os efeitos diretos da explosão nuclear e da radiação e os efeitos indiretos da perturbação econômica, social e política. Em um relatório de 1979 para o Senado dos Estados Unidos, o Escritório de Avaliação de Tecnologia estimou baixas em diferentes cenários. Para uma troca de ataques nucleares em grande escala entre os Estados Unidos e a União Soviética, eles previram mortes nos EUA de 35 a 77% (70 milhões a 160 milhões de mortos na época) e mortes soviéticas de 20 a 40% da população.
Embora este relatório tenha sido feito quando os estoques nucleares estavam em níveis muito mais altos do que hoje, também foi feito antes que o risco de inverno nuclear fosse teorizado pela primeira vez no início da década de 1980. Além disso, não considerou outros efeitos secundários, como pulsos eletromagnéticos (EMP) e as ramificações que teriam na tecnologia moderna e na indústria.

### Inverno nuclear
No início da década de 1980, os cientistas começaram a considerar os efeitos da fumaça e da fuligem decorrentes da queima de madeira, plásticos e combustíveis de petróleo em cidades devastadas pelos ataques nucleares. Especulou-se que o calor intenso levaria essas partículas a altitudes extremamente altas, onde poderiam flutuar por semanas e bloquear quase uma fração da luz do sol. Um estudo histórico de 1983 feito pela chamada equipe TTAPS (Richard P. Turco, Owen Toon, Thomas P. Ackerman, James B. Pollack e Carl Sagan) foi o primeiro a modelar esses efeitos e cunhou o termo "inverno nuclear".
Estudos mais recentes fazem uso de modelos modernos de circulação global e muito maior poder computacional do que estava disponível para os estudos da década de 1980. Um estudo de 2007 examinou as consequências de uma guerra nuclear global envolvendo porções moderadas a grandes do atual arsenal global. O estudo encontrou resfriamento em cerca de 12 a 20°C em grande parte das principais regiões agrícolas dos Estados Unidos, Europa, Rússia e China e até 35°C em partes da Rússia para as duas primeiras temporadas de verão. As mudanças que eles encontraram também foram muito mais duradouras do que se pensava anteriormente, porque seu novo modelo representou melhor a entrada de aerossóis de fuligem na alta estratosfera, onde a precipitação não ocorre e, portanto, a eliminação poderia ocorrer após 10 anos. Além disso, eles descobriram que o resfriamento global causou um enfraquecimento do ciclo hidrológico do planeta, reduzindo a precipitação global em cerca de 45%.
Os autores não discutiram as implicações para a agricultura em profundidade, mas observaram que um estudo de 1986 que assumiu que não havia produção de alimentos por um ano projetou que "a maioria das pessoas no planeta ficaria sem comida e morreria de fome até então" e comentou que seus próprios resultados mostram que "este período sem produção de alimentos precisa ser estendido por muitos anos, tornando os impactos do inverno nuclear ainda piores do que se pensava anteriormente".
Em contraste com os estudos acima sobre conflitos nucleares globais, outras pesquisas mostraram que mesmo conflitos nucleares regionais de pequena escala podem perturbar o clima global por uma década ou mais. Em um cenário de conflito nuclear regional em que duas nações opostas nos subtrópicos usariam cada uma 50 armas nucleares do tamanho daquela usada em Hiroshima (cerca de 15 quilotons cada) em grandes centros povoados, os pesquisadores estimaram que até cinco milhões de toneladas de fuligem seriam liberadas, o que produzir um resfriamento de vários graus sobre grandes áreas da América do Norte e Eurásia, incluindo a maioria das regiões de cultivo de grãos. O resfriamento duraria anos e, segundo a pesquisa, poderia ser “catastrófico”. Além disso, a análise mostrou uma queda de 10% na precipitação média global, com as maiores perdas nas baixas latitudes devido à falha das monções.
Os conflitos nucleares regionais também podem causar danos significativos à camada de ozônio. Um estudo de 2008 descobriu que uma troca regional de ataques com armas nucleares poderia criar um buraco de ozônio quase global, provocando problemas de saúde humana e impactando a agricultura por pelo menos uma década. Esse efeito sobre o ozônio resultaria da absorção de calor pela fuligem na estratosfera superior, que modificaria as correntes de vento e atrairia óxidos de nitrogênio destruidores de ozônio. Essas altas temperaturas e óxidos de nitrogênio reduziriam o ozônio aos mesmos níveis perigosos que são experimentados abaixo do buraco de ozônio acima da Antártida a cada primavera atualmente.

### Fome nuclear
É difícil estimar o número de baixas que resultariam do inverno nuclear, mas é provável que o efeito primário seja a fome global (conhecida como fome nuclear), em que a fome em massa ocorre devido à interrupção da produção e distribuição agrícola. Em um relatório de 2013, o Médicos Internacionais para a Prevenção da Guerra Nuclear concluiu que mais de dois bilhões de pessoas, ou cerca de um terço da população mundial, estariam em risco de morrer de fome no caso de uma guerra nuclear regional entre a Índia e Paquistão, ou pelo uso de até mesmo uma pequena proporção de armas nucleares detidas pelos Estados Unidos e pela Rússia.

### Pulso eletromagnetico
Um pulso eletromagnético (EMP) é uma explosão de radiação eletromagnética que pode ser causado por explosões nucleares. Tal interferência EMP é conhecida por ser geralmente disruptiva ou prejudicial a equipamentos eletrônicos.
Ao desabilitar a eletrônica e seu funcionamento, um EMP desabilitaria hospitais, instalações de tratamento de água, instalações de armazenamento de alimentos e todas as formas eletrônicas de comunicação e, assim, ameaçaria aspectos-chave da civilização humana moderna. Certos ataques EMP podem levar a uma grande perda de energia por meses ou até anos.
Em 2013, a Câmara dos Representantes dos Estados Unidos considerou a "Lei de Infraestrutura de Alta Voltagem Segura para Eletricidade contra Danos Letais" que forneceria proteção contra surtos para cerca de 300 grandes transformadores em todo o país. O problema da proteção da infraestrutura civil contra pulsos eletromagnéticos também foi intensamente estudado em toda a União Europeia e, em particular, no Reino Unido. Embora tenham sido tomadas precauções, James Woolsey e a Comissão EMP sugeriram que um EMP é a ameaça mais significativa para os Estados Unidos.
O risco de um EMP, seja por atividade solar ou atmosférica ou ataque inimigo, embora não descartado, foi sugerido como exagerado pela mídia em um comentário no Physics Today. Em vez disso, as armas dos "Estados vilões" ainda eram muito pequenas e descoordenadas para causar um EMP maciço, a infraestrutura subterrânea era suficientemente protegida e haveria tempo de alerta suficiente de observatórios solares contínuos como o SOHO para proteger transformadores de superfície caso uma tempestade solar devastadora fosse detectada.

### Cinza nuclear
A cinza nuclear é a poeira radioativa residual e as cinzas lançadas na atmosfera superior após uma explosão nuclear. A precipitação é geralmente limitada à área imediata e só pode se espalhar por centenas de quilômetros do local da explosão se a explosão for alta o suficiente na atmosfera.A cinza nuclear pode ser arrastada por uma nuvem pirocúmulo e cair como chuva negra (chuva escurecida por fuligem e outras partículas).
Esta poeira radioativa, geralmente consistindo de produtos de fissão misturados com átomos que são ativados por nêutrons por exposição, é um tipo altamente perigoso de contaminação radioativa. O principal risco de radiação de precipitação é devido a radionuclídeos de curta duração externos ao corpo. Enquanto a maioria das partículas transportadas pela cinza nuclear decai rapidamente, algumas partículas radioativas terão meias-vidas de segundos a alguns meses. Alguns isótopos radioativos, como estrôncio-90 e césio-137, têm vida muito longa e criarão pontos quentes radioativos por até cinco anos após a explosão inicial. A cinza nuclear e a chuva negra podem contaminar cursos de água, campos agrícolas e o solo. O contato com materiais radioativos pode levar ao envenenamento por radiação por exposição externa ou consumo acidental. Em doses agudas em um curto período de tempo, a radiação levará à síndrome prodrômica, morte da medula óssea, morte do sistema nervoso central e morte gastrointestinal. Em períodos mais longos de exposição à radiação, o câncer se torna o principal risco para a saúde. A exposição prolongada à radiação também pode levar a efeitos no desenvolvimento humano e danos genéticos transgeracionais.

## Origens e análise de hipóteses de extinção
Como resultado das extensas cinzas nucleares da detonação nuclear de Castle Bravo em 1954, o autor Nevil Shute escreveu o popular romance On the Beach, lançado em 1957. Neste romance, tanta precipitação é gerada em uma guerra nuclear que toda a vida humana é extinta. No entanto, a premissa de que toda a humanidade morreria após uma guerra nuclear e apenas as "baratas sobreviveriam" é tratada criticamente no livro de 1988 Would the Insects Inherit the Earth and Other Subjects of Concern to Those Who Worry About Nuclear War, de especialista em armas nucleares Philip J. Dolan.

Em 1982, o ativista do desarmamento nuclear Jonathan Schell publicou The Fate of the Earth, que é considerado por muitos como a primeira apresentação cuidadosamente argumentada que concluiu que a extinção humana é uma possibilidade significativa de uma guerra nuclear. No entanto, as suposições feitas neste livro foram minuciosamente analisadas e consideradas "bastante duvidosas". O ímpeto para o trabalho de Schell, de acordo com o físico Brian Martin, foi:
A premissa implícita [...] de que se as pessoas não estão agindo sobre o assunto, elas não devem percebê-lo como suficientemente ameaçador. Talvez se o pensamento de 500 milhões de pessoas morrendo em uma guerra nuclear não for suficiente para estimular a ação, então o pensamento de extinção o fará. De fato, Schell defende explicitamente o uso do medo da extinção como base para inspirar o "rearranjo completo da política mundial" (p. 221)
A crença no "exagero" também é comumente encontrada, com um exemplo sendo a seguinte declaração feita pelo ativista do desarmamento nuclear Philip Noel-Baker em 1971: "Tanto os EUA quanto a União Soviética agora possuem estoques nucleares grandes o suficiente para exterminar a humanidade três ou quatro – alguns dizem dez – vezes". Brian Martin sugeriu que a origem dessa crença era de "extrapolações lineares grosseiras" do bombardeio de Hiroshima. Ele disse que se a bomba lançada sobre Hiroshima fosse 1.000 vezes mais poderosa, não poderia ter matado 1.000 vezes mais pessoas. Da mesma forma, é comum ver afirmado que a energia explosiva combinada liberada em toda a Segunda Guerra Mundial foi de cerca de 3 megatons, enquanto uma guerra nuclear com estoques de ogivas nos altos da Guerra Fria liberaria 6 mil vezes mais energia explosiva. Uma estimativa para a quantidade necessária de precipitação para começar a ter o potencial de causar a extinção humana é considerada pelo físico e ativista do desarmamento Joseph Rotblat como sendo 10 a 100 vezes a megatonelada em arsenais nucleares em 1976; no entanto, com a megatonelada mundial diminuindo desde o fim da Guerra Fria, essa possibilidade permanece hipotética.
De acordo com o relatório das Nações Unidas de 1980 Desarmamento Geral e Completo: Estudo Abrangente sobre Armas Nucleares: Relatório do Secretário-Geral, estimou-se que havia um total de cerca de 40 mil ogivas nucleares existentes naquela época, com um potencial explosivo combinado de aproximadamente 13 mil megatons .
Em comparação, na linha do tempo do vulcanismo na Terra, quando o vulcão Monte Tambora entrou em erupção em 1815 – transformando 1816 no “ano sem verão” devido aos níveis globais de aerossóis de sulfato e cinzas expelidos – ele explodiu com uma força de aproximadamente 30 mil megatons e ejetou 160 km³ de rocha/tefra, que incluiu 120 milhões de toneladas de dióxido de enxofre como uma estimativa superior. Uma erupção maior, aproximadamente 74 mil anos atrás, no Monte Toba produziu 2.800 km³ de tefra, o que formou o lago Toba, e produziu cerca de 6.000×106 t (6,6×109 short tons) de dióxido de enxofre. A energia explosiva da erupção pode ter sido tão alta quanto equivalente a 20 milhões megatons (Mt) de TNT, enquanto o impacto de Chicxulub, ligado à extinção dos dinossauros, corresponde a pelo menos 70 milhões de Mt de energia, que é aproximadamente 7 mil vezes o arsenal máximo dos EUA e da União Soviética.
Comparações com supervulcões são mais enganosas do que úteis devido aos diferentes aerossóis liberados, a provável altura de detonação de armas nucleares e a localização globalmente espalhada dessas potenciais detonações nucleares, tudo em contraste com a natureza singular e subterrânea de uma erupção supervulcânica. Além disso, supondo que todo o estoque mundial de armas estivesse agrupado, seria difícil, devido ao efeito fratricídio nuclear, garantir que as armas individuais detonassem de uma só vez. No entanto, muitas pessoas acreditam que uma guerra nuclear em grande escala resultaria, através do efeito do inverno nuclear, na extinção da espécie humana, embora nem todos os analistas concordem com as suposições colocadas nesses modelos de inverno nuclear.